# Bunraku (2010)
Bunraku ist ein US-amerikanischer Actionfilm von Regisseur Guy Moshe aus dem Jahr 2010 mit Josh Hartnett, Ron Perlman, Woody Harrelson, Gackt, Demi Moore und Kevin McKidd. Der Filmtitel Bunraku beschreibt eine traditionelle Form des japanischen Figurentheaters. Der Film ist visuell an diese Form angelehnt.

## Handlung
In einer nicht näher bestimmten Zukunft sind nach einem Krieg sämtliche Schusswaffen verboten. Die Menschen bekämpfen sich mit Schwertern und Fäusten.
Ein namenloser Fremder taucht in einer Stadt auf, die von Gangsterboss Nicola und seinen Killern beherrscht wird. Im Saloon „Reiter ohne Pferd“ trifft er auf den Bartender und Yoshi, der den letzten Wunsch seines verstorbenen Vaters erfüllen möchte: Ein Amulett zurückzuholen, das aus seinem Dorf gestohlen wurde.
Nicolas rechte Hand, Killer Nr. 2, tötet Yoshis Onkel und entführt seine Cousine. Yoshi erfährt, dass Nicola das gestohlene Amulett besitzt.
Mithilfe der von Nicolas Killern unterdrückten Ladenbesitzer können der Namenlose und Yoshi in Nicolas Burg vordringen. In Zweikämpfen können sie Killer Nr. 2 und Nicola töten. Dabei offenbart der Namenlose, dass dies die Rache an Nicola sei, weil dieser seinen Vater getötet habe.

## Produktion

### Dreharbeiten
Die Dreharbeiten fanden im Sommer 2008 mit einem Budget von 25 Millionen US-Dollar in Rumänien statt. Der Film wurde innerhalb von 12 Wochen abgedreht. Die Eröffnungssequenz wurde vom brasilianischen Filmemacher Guilherme Marcondes geschaffen.

### Veröffentlichung
Premiere hatte Bunraku am 11. September 2010 auf dem Toronto International Film Festival. Nach Vorführungen auf diversen Filmfestivals lief der Film in den Vereinigten Staaten im September 2011 in kleinerem Rahmen in den Kinos an. Im deutschsprachigen Raum erschien der Film im Oktober 2011 direkt auf dem Heimkinomarkt.

### Synchronisation
Die deutschsprachige Synchronisation entstand durch Splendid Synchron nach einem Dialogbuch von Hans-Jürgen Wolf, der auch die Dialogregie übernahm.
| Rolle                           | Darsteller/in   | Deutsche Synchronstimme  |
| ------------------------------- | --------------- | ------------------------ |
| Der Drifter                     | Josh Hartnett   | Simon Jäger              |
| Yoshi                           | Gackt           | Marcel Collé             |
| Bartender                       | Woody Harrelson | Thomas Nero Wolff        |
| Nicola                          | Ron Perlman     | Tilo Schmitz             |
| Killer Nr. 2                    | Kevin McKidd    | Gerald Schaale           |
| Alexandra                       | Demi Moore      | Claudia Urbschat-Mingues |
| Boris Patz                      | Gabriel Spahiu  | Stefan Staudinger        |
| Croupier                        | Andrei Araditz  | Viktor Neumann           |
| Eddie                           | Mark Ivanir     | Tobias Kluckert          |
| General                         | Theodor Danetti | Peter Groeger            |
| Killer Nr. 4                    | Fernando Chien  | Edwin Gellner            |
| Yoshis Onkel                    | Shun Sugata     | Hans-Jürgen Wolf         |
| Stellvertretender Bürgermeister | Ion Lupu        | Reinhard Kuhnert         |
| Valentine                       | Jordi Mollà     | Jörg Döring              |
| Erzähler                        | Mike Patton     | Engelbert von Nordhausen |

## Kritiken
Die Plattform Rotten Tomatoes verzeichnet überwiegend negative Kritiken: so bewerten nur 4 von 22 Kritikern den Film positiv, was einem Wert von 18 % entspricht. Die Filmzeitschrift Cinema kritisierte, dass der Film zwar visuell reizvoll aber dennoch flach sei. Das LdiF wertete, dass die schlichte Geschichte mit exzellenten Schauspielern aufwarten und durch seine visuelle Gestaltung fesseln würde.